# Morti nel 1165
| Questa pagina contiene informazioni ricavate automaticamente dalle voci biografiche con l'ausilio del template Bio e di un bot. L'aggiornamento è periodico e automatico e ricostruisce completamente la pagina. Se manca una persona in questa lista, sei pregato di non aggiungerla, ma accertati piuttosto che la sua voce biografica contenga il template Bio e che i dati anagrafici siano correttamente compilati. Se il template Bio manca, inseriscilo tu stesso o, in alternativa, metti l'avviso {{tmp\|Bio}} che ne segnala la mancanza. Se i dati riportati sono sbagliati, correggi direttamente la voce biografica; le modifiche saranno visibili in questa lista entro pochi giorni. Per chiarimenti vedi il progetto biografie. La lista contiene solo le 11 persone che sono citate nell'enciclopedia e per le quali è stato implementato correttamente il template Bio. Pagina aggiornata al 19 ott 2024. |

- 7 febbraio - Stefano d'Armenia
- 11 aprile - Stefano IV d'Ungheria, re ungherese (n. 1133)
- 11 aprile - Ibn al-Tilmīdh, medico arabo (n. 1074)
- 5 settembre - Nijō, imperatore giapponese (n. 1143)
- 9 dicembre - Malcolm IV di Scozia, re scozzese (n. 1141)
- Ibn Hubayra, giurista arabo (n. 1104)
- Archipoeta, poeta tedesco (n. 1130)
- Giovanni il Maresciallo, nobile inglese
- Muhammad al-Idrisi, geografo e viaggiatore arabo
- Giordano Orsini, cardinale italiano
- Sibilla d'Angiò, contessa